# Torskebäckshyttan
Torskebäckshyttan var en av de tre hyttor som anlades utefter sjön Yngens östra sida. De andra var Bornshyttan och Åskaghyttan.